# 大河原町立大河原小学校
大河原町立大河原小学校 (おおがわらちょうりつ　おおがわらしょうがっこう)は、宮城県大河原町にある公立小学校である。通称は「大小(だいしょう)」。

## 概要
大河原町の中心部を主な学区としている。著名な卒業生に新井ひとみ（東京女子流）など。

## 沿革
- 1873年(明治6年)7月5日　開校[2]。
- 1941年(昭和16年)　国民学校令により、大河原国民学校に改称。
- 1947年(昭和22年)　国民学校令廃止に伴い、大河原町立大河原小学校に改称[2]。
- 1973年(昭和48年)　開校100周年。

## 学区
小山田区、福田区、橋本区、小島区、上川原区、上町1区、上町2区、中町区、本町1区、本町2区
、新田町区、桜町1区、桜町2区、桜町3区、尾形丁1区、尾形丁2区、末広区、保料区、西原区
、幸町区、錦町区、中島区、丑越区、緑団地区

## 卒業後
- 大河原中学校に進学する。

## 周辺
- 大河原駅
- みやぎ県南中核病院
- フォルテ